# Tour della nazionale maschile di rugby a 15 dell'Inghilterra 2014
A giugno 2014 la Nazionale inglese di rugby intraprese un tour in Nuova Zelanda che prevedeva tre test match contro gli All Blacks il 7, 14 e 21 giugno rispettivamente ad Auckland, Dunedin e Hamilton.
Il tour ebbe un prologo su suolo britannico, a Londra contro i Barbarians, e vide gli inglesi anche affrontare un match infrasettimanale contro la franchise di Christchurch dei Crusaders.
Per il tour il commissario tecnico della nazionale inglese Stuart Lancaster selezionò i giocatori in più riprese, i primi 20 — la metà esatta dei quali senza presenze internazionali — prima delle semifinali della Premiership 2013-14, successivamente altri 19 provenienti da Harlequins e Leicester, le due semifinaliste sconfitte, con un ulteriore esordiente; spiccò la presenza di Danny Cipriani, la cui ultima presenza in nazionale risaliva al 2008.
L'incontro di Twickenham vide un'Inghilterra inesperta contro una selezione dei Barbarians che presentava nomi di rilievo internazionale come i neozelandesi Hosea Gear, Andrew Hore e Joe Rokocoko, gli argentini Juan Martín Hernández e Juan Manuel Leguizamón, l'irlandese Donncha O'Callaghan e il francese François Trinh-Duc; ciononostante i giovani inglesi erano sotto di 6 punti fino a venti minuti dalla fine (18-24) e ancora di 5 al 76', quando subìrono l'ultima meta dell'incontro che fissava il punteggio sul 39-29 per la formazione a inviti.
Il primo test match ad Auckland vide un'Inghilterra portarsi fino al 9-3 nel primo tempo per poi chiudere la metà di gara sul 9 pari; nella ripresa Burns portò con un altro piazzato l'Inghilterra avanti 12-9, poi Aaron Cruden con due piazzati ribaltò la situazione e Danny Cipriani a 7' dalla fine riportò il tutto sul 15-15.
A tre minuti dalla fine Conrad Smith realizzò la meta che diede agli All Blacks la vittoria finale per 20-15.
Una settimana più tardi, a Dunedin, l'Inghilterra si avvalse di una buona partenza grazie a una meta di Yarde trasformata da Owen Farrell e da un calcio piazzato dello stesso Farrell per chiudere il primo tempo sul 10-6, ma nella ripresa subirono in venti minuti tre mete da Conrad Smith, Julian Savea e Ma'a Nonu; tuttavia sul 13-28 gli inglesi trovarono due ulteriori mete con Mike Brown e Chris Ashton trasformate ancora da Farrell per finire l'incontro sotto di un solo punto, 27-28.
Per il match infrasettimanale contro i Crusaders, complice l'assenza per sopraggiunto infortunio di Owen Farrell, Lancaster ripropose Danny Cipriani all'apertura da titolare, a sei anni di distanza dall'ultima volta in cui era stato schierato dall'inizio.
Cipriani ispirò la prima meta di Joe Gray dopo neppure un minuto di gioco e alla sua prestazione aggiunse anche 6 punti personali, frutto di 3 trasformazioni; l'Inghilterra, già avanti 26-7 all'intervallo, nella ripresa non concesse niente e realizzò un ulteriore parziale di 12-0 con cui chiuse l'incontro per 38-7.
Nel terzo e ultimo test match di Hamilton, con la Nuova Zelanda già vincitrice della serie per 2-0, l'Inghilterra fu sconfitta 36-13 in buona parte a causa di una prestazione nel primo tempo che la stampa britannica definì come i peggiori 40 minuti della gestione Lancaster: Julian Savea aprì con due mete nei primi dieci minuti di gioco e Aaron Smith mise a segno due mete prima dell'intervallo, contro solo due calci piazzati dell'inglese Burns.
Il primo tempo terminò 29-6 per i neozelandesi e l'Inghilterra trovò subito la meta all'inizio della ripresa con Yarde, mantenendo il campo e subendo solo all'ultimo ancora da Savea, autore di un Hat Trick  per un risultato finale di 36-13.
Grazie a tale vittoria gli All Blacks conseguirono il diciassettesimo successo a seguire, record internazionale (da essi stesso detenuto) eguagliato; l'ultima squadra a battere gli All Blacks era stata proprio la stessa Inghilterra a Twickenham un anno e mezzo prima, il 1º dicembre 2012, durante il tour in Europa degli oceaniani, che in tale occasione subirono l'unica sconfitta da campioni del mondo in carica.

## Risultati

### Itest match
| Arbitro: | Nigel Owens |

|                               |      |                                      |
| C. Smith 77’                  | mt   |                                      |
| Cruden 9’, 24’, 38’, 66’, 70’ | c.p. | 2’, 18’, 21’, 63’ Burns 73’ Cipriani |

| Arbitro: | Jaco Peyper |

|                                    |      |                                    |
| C. Smith 44’ J. Savea 50’ Nonu 64’ | mt   | 8’ Yarde 72’ Brown 80+2’ C. Ashton |
| Cruden 44’ B. Barrett 64’          | tr   | 8’, 72’, 80+2’ O. Farrell          |
| Cruden 12’, 43’ B. Barrett 60’     | c.p. | 2’, 48’ O. Farrell                 |

| Arbitro: | Jérôme Garcès |

|                                        |      |               |
| J. Savea 4’, 9’, 80’ A. Smith 27’, 34’ | mt   | 43’ Yarde     |
| Cruden 9’, 27’, 34’ B. Barrett 80’     | tr   | 43’ Burns     |
| Cruden 17’                             | c.p. | 7’, 19’ Burns |

### Gli altri incontri
| Arbitro: | Mathieu Raynal |

|                                     |      |                                                         |
| Ewers 11’ Sharples 23’ H. Slade 55’ | mt   | 17’ Stanley 26’ Hernández 45’ Gorgodze 63’, 76’ H. Gear |
| H. Slade 11’                        | tr   | 18’, 28’, 46’ B. James 64’ Trinh-Duc                    |
| Daly 21’ H. Slade 36’, 61’, 67’     | c.p. | 51’ B. James 58’ Trinh-Duc                              |

| Arbitro: | Nigel Owens |

|               |    |                                                                      |
| Todd 21’      | mt | 1’ Gray 6’ Foden 28’ Barritt 33’ Al. Goode 58’ A. Watson 80’ Pennell |
| T. Taylor 21’ | tr | 1’, 28’, 33’ Cipriani 58’ Myler                                      |